# Bahnhof Offenbach Marktplatz
Der Bahnhof Offenbach Marktplatz ist eine unterirdische S-Bahn-Station des City-Tunnels Offenbach in Offenbach am Main. Der Haltepunkt befindet sich im Stadtteil Zentrum. Namensgeber der Station ist der in der Nähe gelegene Marktplatz.

## Lage und Ausstattung
Die Station wurde im Zuge der Inbetriebnahme des City-Tunnels im Mai 1995 eröffnet. Sie besteht aus zwei Gleisen, die an einem Mittelbahnsteig liegen.
Die Fahrtreppen liegen entlang der Berliner Straße und bieten Ausgänge zu allen wesentlichen Zielen der Innenstadt. Die Station ist ein wichtiger Knotenpunkt für Pendler und Einkaufende. Rund 37.500 Reisende nutzen den Haltepunkt täglich. Er gehört zur Preisklasse 4. 

## Zukunftsbahnhof
Im Jahr 2019 wurde Offenbach Marktplatz als einer von 16 Bahnhöfen bundesweit in das Projekt „Zukunftsbahnhof“ der Deutschen Bahn aufgenommen. Die S-Bahn-Station Offenbach Marktplatz sollte im Rahmen des Projektes vor allem heller, freundlicher und lebendiger werden. Die Deutsche Bahn investierte insgesamt 800.000 Euro in das Vorhaben. Zu Beginn der Planungen wurden die Potenziale des Bahnhofs aus Sicht der Nutzer unter Berücksichtigung von deren Bewegungsmustern von einer Projektgruppe der Hochschule für Gestaltung Offenbach am Main analysiert. Daraus sind wesentliche Impulse für die Neuerungen entstanden, die 2020/2021 umgesetzt wurden.

## Anbindung
Der Bahnhof wird ausschließlich von S-Bahnen der Linien S1, S2, S8 und S9 bedient. An den beiden an der Oberfläche befindlichen Bushaltestellen „Marktplatz/Frankfurter Straße“ und „Marktplatz/Berliner Straße“ bestehen Umsteigemöglichkeiten zu acht der neun Stadtbuslinien der Offenbacher Verkehrs-Betriebe (OVB), außerdem zu Buslinien anderer Betreiber, darunter Express- und Nachtbuslinien, die den Bahnhof mit dem Umland verbinden.

### S-Bahn
| Linie | Verlauf | Takt                                                                                     |
| ----- | --- | ---------------------------------------------------------------------------------------- |
| S1    | Wiesbaden Hbf – Wiesbaden Ost – Mainz-Kastel – Hochheim (Main) – Flörsheim (Main) – Eddersheim – Hattersheim (Main) – Frankfurt-Sindlingen – Frankfurt-Höchst Farbwerke – Frankfurt-Höchst – Frankfurt-Nied – Frankfurt-Griesheim – Frankfurt (Main) Hbf tief – Frankfurt (Main) Taunusanlage – Frankfurt (Main) Hauptwache – Frankfurt (Main) Konstablerwache – Frankfurt (Main) Ostendstraße – Frankfurt (Main) Mühlberg – Offenbach-Kaiserlei – Offenbach Ledermuseum – Offenbach Marktplatz – Offenbach (Main) Ost – Offenbach-Bieber – Offenbach-Waldhof – Obertshausen – Rodgau-Weiskirchen – Rodgau-Hainhausen – Rodgau-Jügesheim – Rodgau-Dudenhofen – Rodgau-Nieder-Roden – Rodgau-Rollwald – Rödermark-Ober Roden                  | 30 min 15 min (Hochheim–Rödermark zur HVZ und Flörsheim–Offenbach Ost werktags tagsüber) |
| S2    | Niedernhausen (Taunus) – Niederjosbach – Bremthal – Eppstein – Lorsbach – Hofheim (Taunus) – Kriftel – Frankfurt-Zeilsheim – Frankfurt-Höchst Farbwerke – Frankfurt-Höchst – Frankfurt-Nied – Frankfurt-Griesheim – Frankfurt (Main) Hbf tief – Frankfurt (Main) Taunusanlage – Frankfurt (Main) Hauptwache – Frankfurt (Main) Konstablerwache – Frankfurt (Main) Ostendstraße – Frankfurt (Main) Mühlberg – Offenbach-Kaiserlei – Offenbach Ledermuseum – Offenbach Marktplatz – Offenbach (Main) Ost – Offenbach-Bieber – Heusenstamm – Dietzenbach-Steinberg – Dietzenbach Mitte – Dietzenbach Bhf | 30 min 15 min (zur HVZ)                                                                  |
| S8    | Wiesbaden Hbf – Wiesbaden Ost – Mainz Nord – Mainz Hbf – Mainz Römisches Theater – Mainz-Gustavsburg – Mainz-Bischofsheim – Rüsselsheim Opelwerk – Rüsselsheim – Raunheim – Kelsterbach – Frankfurt am Main Flughafen Regionalbahnhof – Frankfurt (Main) Gateway Gardens – Frankfurt am Main Stadion – Frankfurt-Niederrad – (Frankfurt (Main) Hbf /) (nur HVZ) Frankfurt (Main) Hbf tief – Frankfurt (Main) Taunusanlage – Frankfurt (Main) Hauptwache – Frankfurt (Main) Konstablerwache – Frankfurt (Main) Ostendstraße – Frankfurt (Main) Mühlberg – Offenbach-Kaiserlei – Offenbach Ledermuseum – Offenbach Marktplatz – Offenbach (Main) Ost (– Mühlheim (Main) – Mühlheim (Main) Dietesheim – Steinheim (Main) – Hanau Hbf) (nur HVZ) | 30 min                                                                                   |
| S9    | Wiesbaden Hbf – Wiesbaden Ost – Mainz-Kastel – Mainz-Bischofsheim – Rüsselsheim Opelwerk – Rüsselsheim – Raunheim – Kelsterbach – Frankfurt am Main Flughafen Regionalbahnhof – Frankfurt (Main) Gateway Gardens – Frankfurt am Main Stadion – Frankfurt-Niederrad – Frankfurt (Main) Hbf tief – Frankfurt (Main) Taunusanlage – Frankfurt (Main) Hauptwache – Frankfurt (Main) Konstablerwache – Frankfurt (Main) Ostendstraße – Frankfurt (Main) Mühlberg – Offenbach-Kaiserlei – Offenbach Ledermuseum – Offenbach Marktplatz – Offenbach (Main) Ost – Mühlheim (Main) – Mühlheim (Main) Dietesheim – Steinheim (Main) – Hanau Hbf | 30 min                                                                                   |

### Stadtbusse
- ( Waldhof –)  Bieber – Tempelsee – Stadthalle –  Marktplatz – Bürgel – Schloßpark (– Biebernseeweg)
- Hauptbahnhof – Kaiserstraße – Rathaus –  Marktplatz – Mathildenplatz –  Offenbach-Ost – Stadion –  Bieber – Markwaldstraße –  Waldhof – Waldhof Industriegebiet
- Frankfurt Prüfling –  Frankfurt Bornheim Mitte –  Frankfurt Eissporthalle/Festplatz –  Kaiserlei Westseite – August-Bebel-Ring – Rathaus –  Marktplatz – Lindenfeld –  Offenbach-Ost – Eibenweg
- Kaiserlei Westseite – Nordring – Hafen – Theater/Messehallen – Rathaus –  Marktplatz – Hauptbahnhof – Klinikum Offenbach – Lauterborn – Eberhard-von-Rochow-Straße
- Rosenhöhe – Lauterborn – Ring-Center – Friedrichsring –  Marktplatz – Rathaus – Theater/Messehallen – Nordend –  Kaiserlei Westseite
- Seniorenzentrum – Buchhügelallee – Theodor-Heuss-Schule – Wetterpark – Obere Grenzstraße –  Offenbach-Ost – Hebestraße – Finanzamt –  Marktplatz – Hauptbahnhof – Klinikum Offenbach (Westseite) – Caritas/Buchrainweiher
- Kaiserlei Ostseite – August-Bebel-Ring –  – Rathaus – Marktplatz – Wilhelmsplatz – Friedrichsring –  Offenbach-Ost – Bürgel
- Marktplatz – Wilhelmsplatz –  Offenbach-Ost – Neuer Friedhof –  Mühlheim – Lämmerspiel – Hausen – Obertshausen Haus Jona